# Eleanor Parker
Eleanor Jean Parker (ur. 26 czerwca 1922 w Cedarville, zm. 9 grudnia 2013 w Palm Springs) – amerykańska aktorka, trzykrotnie nominowana do Oscara za role pierwszoplanowe w filmach: Uwięziona (1950), Opowieść o detektywie (1951) i Przerwana melodia (1955).

## Wybrana filmografia
- W niewoli uczuć (1946) jako Mildred Rogers
- Nigdy nie mów do widzenia (1946) jako Ellen Gayley
- Uwięziona (1950) jako Marie Allen
- Opowieść o detektywie (1951) jako Mary McLeod
- Scaramouche (1952) jako Lenore
- Ucieczka z Fortu Bravo (1953) jako Carla Forester
- Naga dżungla (1954) jako Joanna Leiningen
- Dolina Królów (1954) jako Ann Barclay Mercedes
- Przerwana melodia (1955) jako Marjorie Lawrence
- Złotoręki (1955) jako Zosh Machine
- Moje miejsce na ziemi (1955) jako Mary Stuart Cherne
- Król i cztery damy (1956) jako Sabina McDade
- Dziura w głowie (1959) jako Eloise Rogers
- Dom od wzgórza (1960) jako Hannah Hunnicutt
- Dźwięki muzyki (1965) jako baronowa Elsa von Schraeder
- Tygrys i kotka (1967) jako Esperia Vincenzini
- Opalenizna (1979) jako pani Thoren
- Statek miłości (1977-86; serial TV) jako Alicia Bradbury/Rosie Strickland (gościnnie, 1979 i 1982)
- Napisała: Morderstwo (1984-96; serial TV) jako Maggie Tarrow (gościnnie, 1986)